# Maniówka (Suwałki)
Maniówka – wschodnia część miasta Suwałki w województwie podlaskim. Rozpościera się wzdłuż ulicy Wyszyńskiego.